# 長尾巻
長尾 巻（ながお まき、1852年9月18日（嘉永5年8月5日） - 1934年（昭和9年）3月23日）は日本の長老派の牧師である。

## 生涯

### 幼少期
加賀国金沢に加賀藩家老・長尾八之門（長屋八内）の子供として生まれ、幼名を平次郎と言った。父、長尾八之門は米国の長老派のT・C・ウィン宣教師から最初に洗礼を受けた人物になる。父が50歳で受洗した時、巻は28歳で紙漉業を営んでいた。
父が受洗したのを知り、父を尊敬していた巻は早速次の日曜日にウィンの講義所に行き、説教を聞いたすぐ後に「今日初めてキリスト教の話を聞いて、少しもわけはわかりませんが、どうか私に洗礼を授けてください」と言い、ウィンを驚かせた。父も一生懸命聖書を勉強したのだから、あなたもまず聖書を読みなさいとウィンに言われ、その言葉に従って2か月間聖書を熱心に学んだ。

### キリスト教入信
1872年(明治5年)6月13日長尾は父親と同じく、T・C・ウィンより洗礼を受ける。感嘆した巻は、「すぎ去りしすべての思い反古にして　今新しくかみにすくわる」と歌を詠んだ。紙業をしていたので神を紙にかけて詠んだのだ。
以降、T・C・ウィンの補佐役として伝道を助ける。同年、長尾巻と改名する。
1881年(明治14年)長尾父子ら13名により金沢教会（現・日本基督教団金沢教会）を設立する。当時真宗王国である北陸地方は、キリスト教に対する反感が激しく、「国賊」と罵られた。教会堂には火がつけられ、ウィンは川に突き落とされた。巻は町を歩いていた時石や瓦を投げつけられ、道端で動けなくなることがあった。伝道者として東京から応援に来ていた加藤敏行は暴漢に襲われて死んだ。

### 伝道者として
1883年(明治16年)より、長尾は牧師になることを志し、北陸英和学校（現・北陸学院）神学部で3年間神学を学ぶ。1886年(明治19年)卒業後、富山総曲輪講義所の主任伝道者として勤務する。同年、殿町教会（現・金沢元町教会）を設立する。
1890年(明治23年)には小松小馬講義所で伝道、また、同年大聖寺町中新講義所で伝道をする。
1901年(明治34年)からは再び自らが創設した殿町教会の牧師になる。
1912年(明治45年)には、石川県外に移動し、岐阜県大藪教会、1924年(大正13年)には愛知県名古屋市西区藪下町のイエス館（現・西教会）で伝道する。牧師として慕われ、青年時代の賀川豊彦を育てた。
1932年(昭和7年)に牧師を引退して、長男長尾丁郎の元に住む。2年後1934年(昭和9年)に死去する。